# Néstor Combin
Néstor Combin (ur. 29 grudnia 1940 w Las Rosas) – francuski piłkarz argentyńskiego pochodzenia. Karierę zakończył w 1975 roku.

## Kariera klubowa
Combin rozpoczynał karierę w klubie Colon Rosario, skąd w 1959 trafił jako imigrant do Olympique Lyon. Przez 5 gry w klubie z Lyonu, regularnie występował w pierwszym składzie, a jego dwie bramki w finale Pucharu Francji w 1964 zapewniły OL pierwsze w historii trofeum. W tymże sezonie zdobywał bramki w każdym pucharowym meczu Lyonu, czego w powojennej historii tych rozgrywek nie dokonał żaden piłkarz. Dobre występy Combina nie umknęły uwadze działaczom Juventusu, którzy zdecydowali się wykupić go z Lyonu.
Był pierwszym francuskim piłkarzem, który występował we włoskiej Serie A. Jego największymi sukcesami są zdobycie Pucharu Włoch z Juventusem i Torino FC oraz Pucharu Interkontynentalnego z Milanem. Grał jeszcze w FC Metz, a karierę zakończył w podparyskim Red Star 93. W Ligue 1 strzelił 117 goli, z czego 68 w ciągu pięciu sezonów dla Lyonu.

## Kariera reprezentacyjna
W reprezentacji Francji wystąpił 8 razy i zdobył 4 bramki. Był w kadrze Francji na Mistrzostwa Świata w 1966 roku.